# Crouay
Crouay és un municipi francès situat al departament de Calvados i a la regió de Normandia. L'any 2007 tenia 516 habitants.

## Demografia

### Població
El 2007 la població de fet de Crouay era de 516 persones. Hi havia 183 famílies de les quals 30 eren unipersonals (19 homes vivint sols i 11 dones vivint soles), 65 parelles sense fills, 80 parelles amb fills i 8 famílies monoparentals amb fills.
La població ha evolucionat segons el següent gràfic:
Habitants censats

### Habitatges
El 2007 hi havia 218 habitatges, 191 eren l'habitatge principal de la família, 16 eren segones residències i 10 estaven desocupats. 217 eren cases i 1 era un apartament. Dels 191 habitatges principals, 172 estaven ocupats pels seus propietaris, 18 estaven llogats i ocupats pels llogaters i 1 estava cedit a títol gratuït; 8 tenien dues cambres, 21 en tenien tres, 50 en tenien quatre i 112 en tenien cinc o més. 145 habitatges disposaven pel capbaix d'una plaça de pàrquing. A 63 habitatges hi havia un automòbil i a 125 n'hi havia dos o més.

### Piràmide de població
La piràmide de població per edats i sexe el 2009 era:
| Homes | Edats   | Dones |
| ----- | ------- | ----- |
| 0     | 95 o +  | 0     |
| 0     | 90 a 94 | 0     |
| 0     | 85 a 89 | 0     |
| 4     | 80 a 84 | 4     |
| 16    | 75 a 79 | 0     |
| 4     | 70 a 74 | 4     |
| 20    | 65 a 69 | 16    |
| 16    | 60 a 64 | 12    |
| 8     | 55 a 59 | 12    |
| 4     | 50 a 54 | 16    |
| 24    | 45 a 49 | 32    |
| 8     | 40 a 44 | 12    |
| 24    | 35 a 39 | 16    |
| 16    | 30 a 34 | 20    |
| 12    | 25 a 29 | 0     |
| 20    | 20 a 24 | 16    |
| 16    | 15 a 19 | 16    |
| 24    | 10 a 14 | 12    |
| 12    | 5 a 9   | 12    |
| 4     | 0 a 4   | 4     |

## Economia
El 2007 la població en edat de treballar era de 325 persones, 247 eren actives i 78 eren inactives. De les 247 persones actives 235 estaven ocupades (125 homes i 110 dones) i 13 estaven aturades (5 homes i 8 dones). De les 78 persones inactives 43 estaven jubilades, 13 estaven estudiant i 22 estaven classificades com a «altres inactius».

### Ingressos
El 2009 a Crouay hi havia 203 unitats fiscals que integraven 557,5 persones, la mediana anual d'ingressos fiscals per persona era de 16.091 €.

### Activitats econòmiques
Dels 19 establiments que hi havia el 2007, 3 eren d'empreses extractives, 7 d'empreses de construcció, 3 d'empreses de comerç i reparació d'automòbils, 1 d'una empresa d'hostatgeria i restauració, 2 d'empreses immobiliàries, 2 d'empreses de serveis i 1 d'una entitat de l'administració pública.
Dels 6 establiments de servei als particulars que hi havia el 2009, 1 era un paleta, 2 guixaires pintors, 2 fusteries i 1 lampisteria.
L'únic establiment comercial que hi havia el 2009 era una botiga de menys de 120 m².
L'any 2000 a Crouay hi havia 21 explotacions agrícoles que ocupaven un total de 390 hectàrees.

## Equipaments sanitaris i escolars
El 2009 hi havia una escola elemental.

## Poblacions més properes
El següent diagrama mostra les poblacions més properes.